# Eduard Stăncioiu
Eduard Stăncioiu (n. 3 martie 1981, București, România) este un fost jucǎtor român de fotbal care a evoluat pe postul de portar. În sezonul 2004-2005 al Ligii I, el a reușit performanța de a nu primi gol timp de 457 de minute.

## Performanțe internaționale
A jucat pentru CFR Cluj în grupele UEFA Champions League 2008-09, contabilizând 5 meciuri în această competiție.
De asemenea, a jucat pentru CFR Cluj în grupele UEFA Champions League 2010-11 în 3 partide ale echipei sale.
A jucat un meci pentru naționala României pe 31 mai 2008, împotriva Muntenegrului.

## Titluri
| Sezon   | Club            | Titlu              |
| ------- | --------------- | ------------------ |
| 2007-08 | CFR 1907 Cluj   | Liga I             |
| 2007-08 | CFR 1907 Cluj   | Cupa României      |
| 2008-09 | CFR 1907 Cluj   | Cupa României      |
| 2009    | CFR 1907 Cluj   | Supercupa României |
| 2009-10 | CFR 1907 Cluj   | Liga I             |
| 2009-10 | CFR 1907 Cluj   | Cupa României      |
| 2011-12 | CFR 1907 Cluj   | Liga I             |
| 2014-15 | ASA Târgu Mureș | Supercupa Romaniei |

## Legături externe
- Eduard Stăncioiu la transfermarkt.ro
- Eduard Stăncioiu pe site-ul National-Football-Teams.com
- Profilul lui Eduard Stăncioiu pe Soccerway